# Sønder Omme Sogn

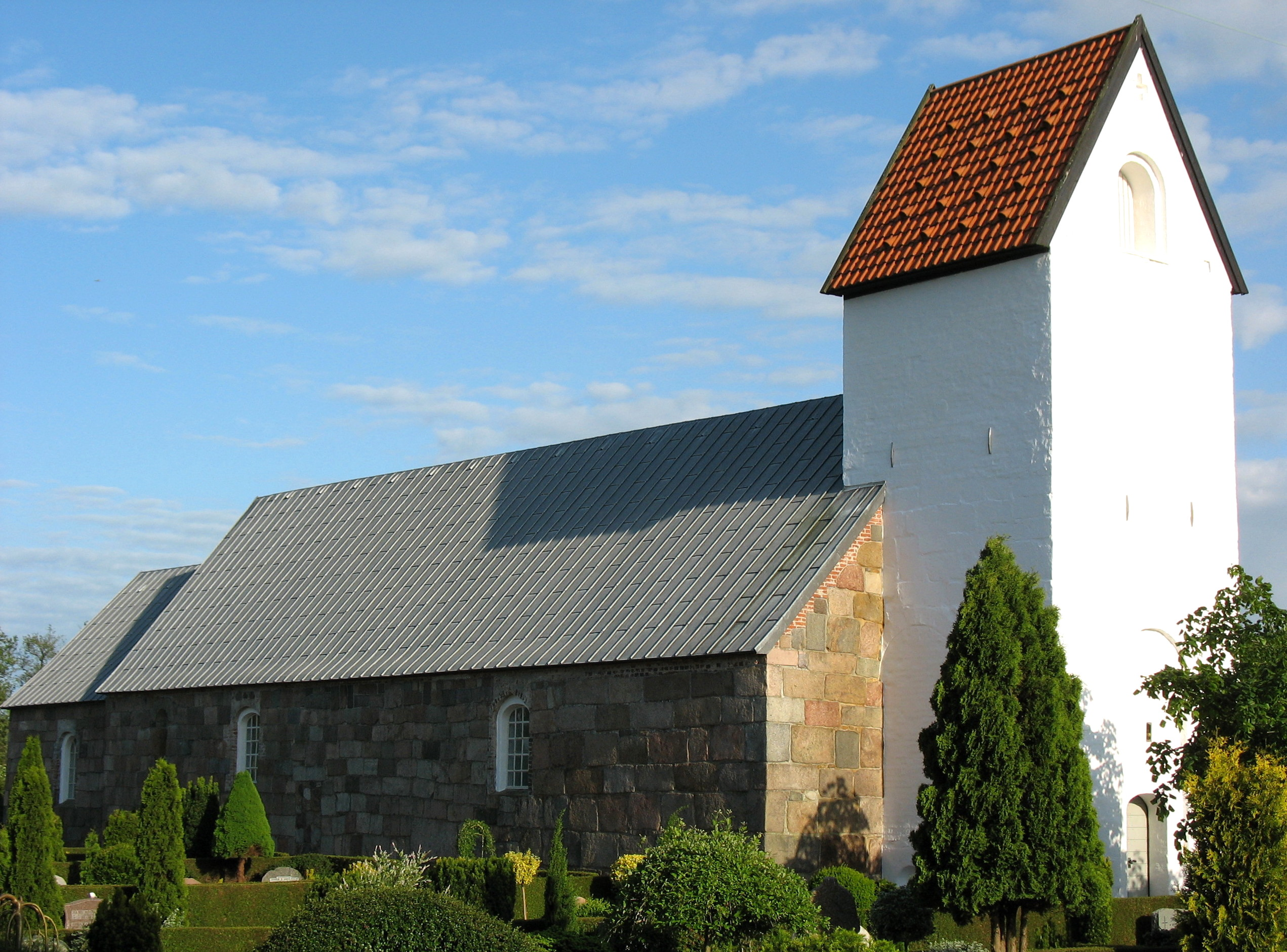
Sønder Omme Kirke

Sønder Omme Sogn ist eine Kirchspielsgemeinde (dän.: Sogn) im südlichen Dänemark. Bis 1970 gehörte sie zur Harde Nørvang Herred im damaligen Vejle Amt, danach zur Grindsted Kommune im erweiterten Ribe Amt, die im Zuge der  Kommunalreform zum 1. Januar 2007 in der „neuen“ Billund Kommune in der Region Syddanmark aufgegangen ist.
Im Kirchspiel leben 2394 Einwohner, davon 1715 im Kirchdorf (Stand:1. Januar 2023). Im Kirchspiel liegt die Kirche „Sønder Omme Kirke“.

## Geografische Lage
Nachbargemeinden sind im Südosten Filskov Sogn und im Süden Grindsted Sogn, ferner auf dem Gebiet benachbarter Kommunen im Nordwesten Hoven Sogn in der Ringkøbing-Skjern Kommune, im Norden Ilderhede Sogn und Karstoft Sogn in der Herning Kommune, sowie im Nordosten  in der Vejle Kommune Ringive Sogn.